# Corina Novelino
Corina Novelino (Delfinópolis, 12 de agosto de 1912 — Sacramento, 10 de febrero de 1980 ) fue una filántropa, médium espiritista brasileña. Estuvo matriculada en el Colegio Allan Kardec
A los veinte años de edad,  luego de recibir las orientaciones de Francisco Cândido Xavier, con la autoría del Espíritu de Eurípedes Barsanulfo, se decidió a establecerse permanentemente en la ciudad de Sacramento, en Minas Gerais.  En 1950, decidió fundar un Lar para niños abandonadas. A través de beneficencia realizada en Sacramento, obtuvo los medios necesarios para adquirir una residencia,  y allí inaugurar la "Casa de Eurípedes". Así se dedicó en favor de los necesitados, escribiendo varios libros, cuyas rentas empleó íntegramente en la manutención de la Casa.

## Algunas publicaciones
- 1995. A Grande espera. 332 pp. ISBN 9788001035230

- 1979. Eurípedes, o homem e a missão. Ed. Instituto de Difusão Espírita. 256 pp.

- Escuta, Meu Filho ! - Lindos Contos de Jesus. 128 pp. ISBN 9788573601657

## Honores
Recibió sentido homenaje de parte de Presidente de la Cámara Municipal de Sacramento, en ocasión de su sepultura:

Que el pabellón de Sacramento cubra su ataúd es una demostración del homenaje mayor que el Poder Público presta a sus grandes hijos. Aquí está la gratitud de todo un pueblo, que reconoce su labor humilde y silenciosa de la "Mãe Corina" de todos. Con el auxilio de sus manos, no fueron pocas las veces que testimoniamos su amor, en el propio olvidarse de sí misma, llamando para sí enormes responsabilidades en la tarea de promoción del prójimo. Fue la Mãe Corina de los pobres, de los que sufren, de los huérfanos, de los locos, de los necesitados, de los abandonados, de los miserables... La Mãe Corina fue de todos nosotros, nuestro agradecimiento eterno e inmortal.

### Epónimos
- Museo Corina Novelino. Rua Comendador Machado 01
- Casa de Repouso Corina Novelino, Barrio Tucuruvi, Sao Paulo